# Dolichopeza (Dolichopeza) subposticata
Dolichopeza (Dolichopeza) subposticata is een tweevleugelige uit de familie langpootmuggen (Tipulidae). De soort komt voor in het Australaziatisch gebied.